# Motaulun
Motaulun is een bestuurslaag in het regentschap Belu van de provincie Oost-Nusa Tenggara, Indonesië. Motaulun telt 1546 inwoners (volkstelling 2010).